# Волхонский, Иван Петрович
Иван Петрович Волхонский (26 января 1928, Калуга — 19 июня 2012, там же) — советский военачальник, генерал-лейтенант. Командующий 8-й гвардейской армией (1976—1978).

## Биография
Родился 26 января 1928 года в Калуге.
С мая по август 1942 года работал в кузнечном цехе Калужского машиностроительного завода. Потом учился в железнодорожном техникуме, в 1943—1944 был в командировке на восстановлении Донбасса. В 1944—1950 снова на КМЗ: слесарь-инструментальщик, плановик, мастер цеха, инженер-нормировщик цеха.
В 1950 году призван в ряды Советской армии. Стрелок-радист ВВС, помощник командира взвода.
Окончил с отличием Рязанское общевойсковое училище. Год служил командиром стрелковой роты в Коврове Владимирской области. Четыре года учился в академии имени Фрунзе.
Служил в Закавказском военном округе — командир батальона (капитан), заместитель командира мотострелкового полка (майор), командир полка в Степанакерте, заместитель командира дивизии.
Окончил Военную академию Генерального штаба ВС СССР.
Служил в ГСВГ. С июля 1972 по август 1974 года — командир 57-й гвардейской мотострелковой дивизии. С августа 1974 года — первый заместитель командующего, а с декабря 1975 года — командующий 8-й гвардейской ордена Ленина армией в Группе советских войск в Германии.
С марта 1978 года пять лет служил в Польше на должности помощника министра обороны по сухопутным войскам.
С 1982 по сентябрь 1984 года — первый заместитель командующего войсками Сибирского военного округа.
С 1990 года в отставке.
С октября 1996 по 2006 год председатель Калужского областного Совета ветеранов.
Скончался 19 июня 2012 года на 85-м году жизни в Калуге.